# Питер Нордин
Питер Нордин (Хелсингборг, 9. август 1965 — 12. октобар 2020) је био шведски информатичар, предузетник и аутор који је допринео вештачкој интелигенцији, аутоматском програмирању, машинском учењу и еволутивној роботици.

## Студије и почетак каријере
Питер Нордин је рођен 1965. у Хелсингборгу, али се преселио у Гетеборг 1967. где је одрастао. Започео је студије на Технолошком универзитету Chalmers 1984. године на којем је завршио мастер студије из информатике и инжењерства 1988. године, а студирао је и економију. Затим је радио као инжењер знања за компанију за вештачку интелигенцију (енгл. AI), Infologics AB, фокусирајући се на истраживање и развој система заснованих на знању и конфигурацију сложених система.
Нордин је започео истраживање у компанији Infologics AB у Шведској. Његов рад је довео до неколико европских истраживачких пројеката (ESPRIT), укључујући пројекте машинског учења (аутономна возила) и методологије за развој система за вештачку интелигенцију. Започео је истраживање у области генетског програмирања (ГП) 1992. године. Године 1993. основао је Dacapo AB, компанију за истраживање и развој. Осмислио је методу за аутоматску индукцију бинарног машинског кода коришћењем генетског програмирања и истражио како да се помоћу њега произведе машински код. Године 1997. био је један од оснивача америчке компаније RML Technologies, са комерцијалним софтвером GP. Нордин је провео велики део 1995. и 1996. године на Универзитету у Дортмунду, где је завршио докторске студије. На Универзитету у Дортмунду покренуо је истраживање из области еволутивне роботике и показао да се ГП може користити за онлајн обуку и контролу роботских система у реалном времену.
Године 1998. био је један од аутора уџбеника из области генетског програмирања. Питер Нордин је 1999. године основао компанију за претраживаче, VILL AB (са глобалним претраживачем wannasee.com), као и другу компанију за вештачку интелигенцију, Tific AB за аутоматизовану подршку, и добио је годишњу награду Stena Gustafsona за предузетништво, коју додељује Шведска краљевска академија инжењерских наука. У то време, он је такође био суоснивач Chalmer's Medialab и био је у одбору Шведског друштва за вештачку интелигенцију. Био је председник програмског одбора друге европске конференције о генетском програмирању, EuroGP 1999, која је сада део догађаја EvoStar.

## Роботи и комерцијализација вештачке интелигенције
У периоду од 1998. до 2003, био је на позицији ванредног професора на универзитету Chalmers, на Катедри за сложене прилагодљиве системе. У једном краћем периоду је водио међународни програм мастер студија из сложених прилагодљивих система, чији је и један од оснивача. Водио је програм мастер студија и надгледао изградњу прилагодљивих робота заснованих на генетском програмирању. Започео је и пројекат Chalmers’ Humanoid који је довео до Елвиса, Елвине и Присиле, првих шведских хуманоидних робота у пуној величини који се тренутно налазе у Шведском музеју науке и технологије. Ови роботи су учествовали на фудбалском турниру за хуманоидне роботе, “RoboCup”. Такође, основао је и прву европску компанију за хуманоидну технологију: естонску компанију European Humanoid OY. Неки од његових студената  направили су сопствене хуманоидне роботе, као на пример Дејвид Факонти који је направио робота REEM-B и Алмир Хералик који је направио робота HR2. Доста Нординових ранијих радова се фокусира на методе обуке у области еволутивне роботике за: решавање проблема, обраду слике и звука, опажање и напредну нелинеарну контролу ниског нивоа. Роботи су научили и да ходају на две ноге без предзнања, само опонашајући покрете. Робот Елвис је привукао пажњу међународних медија. Први летећи адаптивни робот орнихоптер се појавио на телевизији и осталим медијима. Светски позната научна књига: „Humanoider: Självlärande robotar och artificiell intelligens” настала је као резултат интересовања јавности.
Док је предавао на универзитету Chalmers, основао је још десет засебних компанија заснованих на својим истраживањима. Изумео је неколико патената из области генетског програмирања и еволутивних метода. Био је један од оснивача Скандинавског института за роботику. Од 2013. ради као гостујући професор на универзитету Chalmers у Гетеборгу.
Нордин је учествовао у јавним дебатама о понашању према надареној деци и саветник је међународног удружења Менса, чији су и он и његова жена били чланови. 
Живео је са супругом Карином и шесторо деце у Аскиму у Норвешкој.

## Каријера, истраживања
Питер Нордин је завршио основне студије из информатике и инжењерства на Технолошком универзитету Chalmers у Гетеборгу, у Шведској (1988), а потом је и докторирао информатику на Универзитету у Дортмунду (1997).  Његова каснија истраживања укључивала су комерцијални софтвер за еволутивну роботику и софтвер за комплетан когнитивни систем за роботе. Његова ранија истраживања укључују еволутивну софтверску архитектуру за роботику, проналазак еволуционе индукције математичких доказа и бинарног машинског језика, препознавање говора и вида, и линеарно генетско програмирање за интернет претрагу. Истраживао је анализу генетског програмирања кроз теорију сложености.
Питер Нордин је био проналазач ALLAN методе за општу вештачку интелигенцију засновану на мерама сложености, тј. претходној брзини, користећи насумичне ниске као појачање при стварању универзалне вештачке интелигенције.